# Jonah Nimoy
Jonah Perry Nimoy (Los Angles, 4 april 1992) is een Amerikaanse muzikant die vooral bekend staat als de huidige multi-instrumentalist van de Amerikaanse punkrockband The Offspring.

## Biografie
Nimoy is geboren en getogen in Los Angeles als zoon van acteur Adam Nimoy. Hij begon op zevenjarige leeftijd met drummen nadat hij meedogenloos naar een VHS-band van The Rolling Stones Rock and Roll Circus had gekeken. Kort daarna kreeg hij een drumstel in handen en begon urenlang in zijn garage te spelen, terwijl hij wanhopig probeerde de hele "Moby Dick" solo of welk Ginger Baker- motief dan ook te leren. Nimoy was ook geïnteresseerd in gitaar, maar zijn handen waren te klein om een akkoord vast te houden. In die beginjaren sprong zijn vader op gitaar en met hem op drums, gevolgd door af en toe een gastvocaal optreden van zijn moeder. Niet lang daarna begon Nimoy bands met vrienden op school, waar hij al snel zijn liefde voor punk- en metalmuziek zou ontdekken. Tijdens zijn middelbare schooljaren speelde hij in een metalband genaamd Brutal Force.
Toen de band voorbij was, stopte Nimoy met de middelbare school. Na een korte periode als drumverkoper besloot Nimoy weer naar school te gaan. Nadat hij was afgestudeerd, bracht hij de daaropvolgende jaren door met optredens met zijn metalband Legal Tender, evenals met verschillende andere projecten waarin hij zong en gitaar speelde. Kort nadat hij af en toe een instrumentale overstap had gemaakt, merkte hij dat ik een fulltime frontman gitarist/zanger en “soms” drummer erbij.
In augustus 2017 toerde hij met de Offspring als invaller voor Todd Morse, die inviel voor leadgitarist Noodles. In 2019 werd Nimoy ritmegitarist van The Offspring op tournees ter vervanging van Morse, die de nieuwe bassist van de band werd na het vertrek van oprichtende bassist Greg K. Nimoy begon later ook keyboards en percussie te spelen. In 2023 speelde Nimoy op "Suit of Armor", een nummer van Todd Morse.

## Persoonlijk
Nimoy is de zoon van acteur Adam Nimoy en kleinzoon van Leonard Nimoy, die bekend stond als de acteur die Spock uit de Star Treck -triologie vertolkte.